# Jorge Camacho Cordón
Jorge Camacho Cordón (Zafra, 1966) és un traductor i escriptor en esperanto i en castellà.
Camacho va aprendre la llengua auxiliar internacional esperanto el 1980. Va ser membre de l'Acadèmia d'Esperanto des de 1992 fins al 2001. De 1995 a 1999 va treballar a Brussel·les com a intèrpret per a la Unió Europea des de l'anglès i el finès al castellà. Amb posterioritat, també ha interpretat per a la Unió Europea des de la llengua portuguesa. També ha estat professor d'interpretació a la Universitat Autònoma de Madrid. Des de 2009 treballa a la Biblioteca Nacional d'Espanya. Com a part del seu activisme social, Camacho és membre de Tlaxcala, la xarxa internacional dels traductors per a la diversitat lingüística.
El 15 d'agost de 2001 va anunciar que deixava l'Acadèmia, pel seu desencís amb el moviment esperantista. Tot i això, segueix actiu especialment en el camp literari, on s'ha convertit en un dels principals autors contemporanis. El juliol de 2013 al congrés mundial d'esperanto de Reykjavik va rebre el diploma d'excel·lència en l'activitat artística per l'Associació Mundial d'Esperanto en reconeixement de les seves contribucions a la literatura original en esperanto.
Va començar a tenir notorietat gràcies als seus poemes i relats curts que va publicar al final de la dècada dels 1980. Així, va rebre diversos premis als Belartaj Konkursoj de UEA. El 1992 va guanyar el Premi Grabowski, un premi per a joves autors que escriuen en esperanto i que honora la memòria d'Antoni Grabowski. Des de principis dels anys 1990 és considerat com un dels principals membres de la Ibera Skolo ("Escola Ibèrica") d'escriptors en esperanto, juntament amb altres autors de la península Ibèrica, com Miguel Fernández o Liven Dek.
Des dels anys 1990, Camacho s'ha oposat públicament a Giorgio Silfer (pseudònim de Valerio Ari) per la seva interpretació de la ideologia política del raumisme. En aquest sentit, cal destacar la seva obra La Majstro kaj Martinelli, una sàtira de la figura de Silfer i de la seva dona, Perla Martinelli, amb títol inspirat en una novel·la de títol similar de Mikhail Bulgakov. També l'assaig La liturgio de la foiro analitza la ideologia de Silfer. D'altra banda, a la monumental "Historio de la esperanta literaturo" de Giorgio Silfer i Carlo Minnaja es destaca la qualitat literària de Camacho, tot i que en repassar les seves obres s'omet mencionar-ne aquestes dues. Els autors expliquen a la introducció que ambdós han escrit conjuntament el període fins al 1993, mentre que Minnaja seria l'únic responsable del període 1993-2012.
En castellà ha publicat els poemaris Palestina estrangulada (Calúmnia, 2018) i Quemadura (Vitruvio, 2020).